# Траньков, Максим Леонидович
Макси́м Леони́дович Транько́в (род. 7 октября 1983, Пермь) — российский тренер по фигурному катанию, ранее фигурист, выступающий в парном катании. Заслуженный мастер спорта России. Заслуженный тренер России. На церемонии закрытия зимних Олимпийских игр в Сочи был знаменосцем сборной России.
В паре с Татьяной Волосожар:
- двукратный олимпийский чемпион 2014 года (в личных и командных соревнованиях)[3];
- чемпион мира 2013 года, двукратный серебряный призёр чемпионатов мира (2011, 2012);
- четырёхкратный чемпион Европы (2012, 2013, 2014, 2016);
- трёхкратный чемпион России (2011, 2013, 2016).

В паре с Марией Мухортовой:
- серебряный (2008) и двукратный бронзовый (2009, 2010) призёр чемпионатов Европы;
- чемпион России (2007);
- чемпион мира среди юниоров (2005).

## Биография
Родился в семье профессиональных спортсменов. Отец — первый на Урале мастер спорта по конному спорту Леонид Траньков, несколько раз прерывавший спортивную карьеру. Мать — педагог-физкультурник Валентина Транькова, тренер по лёгкой атлетике, после рождения детей работала дошкольным педагогом. Их знакомство произошло, когда они были спортивными функционерами Пермского отделения Всесоюзного общества «Спартак». Максим неоднократно подчёркивал важную роль, которую сыграл отец в его становлении как спортсмена.

### Начало занятий фигурным катанием
Максима Транькова на каток привели родители осенью 1987 года (старший брат Алексей увидел объявление о наборе в группу фигурного катания). Катался лет до восьми без особых успехов у Валерия Домрачева, год не катался. Затем стал заниматься у Валентины и Валерия Тюковых в группе парного катания, где катался два года в одиночку. В 11 лет встал в пару с Алесей Корчагиной, выполнил первый взрослый разряд. После двух лет пара распалась. Траньков стал кататься с Ксенией Васильевой, с которой добился седьмого места на юниорском первенстве. Ещё через два года Траньков катался с Ириной Богомоловой.

### Переезд в Санкт-Петербург
Летом 1999 года получил приглашение от Людмилы Смирновой, переехал в Санкт-Петербург и встал в пару с её дочерью Ириной Улановой, с которой прокатался три года, они добились пятого места на национальном юниорском первенстве.
В 2002 года перешёл в группу Великовых и встал в пару с Натальей Шестаковой.

### Выступления с Марией Мухортовой

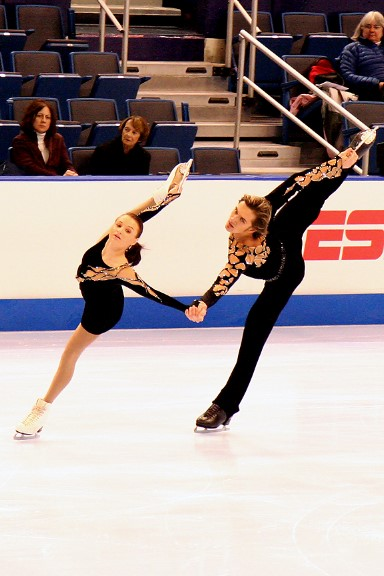
Мария Мухортова и Максим Траньков на турнире Skate America в 2006 году.

В 2003 Траньков начал кататься с Марией Мухортовой, в 2005 году пара выиграла чемпионат мира среди юниоров. Финальный юниорский год был для пары «золотым»: они выиграли все возможные международные соревнования и добились первой позиции в мировом юниорском рейтинге ISU.
Переход во «взрослый» разряд дался паре нелегко. Они много конфликтовали между собой, часто меняли тренеров. Работали с Тамарой Москвиной, Артуром Дмитриевым. В 2006 году расстались и не катались вместе несколько месяцев. Выступление на Чемпионате России пришлось прервать из-за травмы плеча, которая проявилась у Транькова уже тогда. Короткую программу дважды пытались возобновить, но в итоге её отменили и костюм пришлось снимать прямо на льду, путём разрезания рукава.
В том же году спортсмены в очередной раз сменили тренера. Новым наставником стал Олег Васильев. Сразу после этого они уверенно выиграли чемпионат России 2007 года, на чемпионат Европы 2007 не поехали из-за травмы Мухортовой, а на чемпионате мира стали 11.
В сезоне 2007/08 пара стала серебряными призёрами чемпионата России, уступив Юко Кавагути и Александру Смирнову.  Позже на чемпионате Европы пара обыграла их, став второй следом за Алёной Савченко и Робином Шолковы. На чемпионате мира 2008 года, сорвав несколько элементов и в короткой и в произвольной программе, спортсмены заняли только 7-е место.

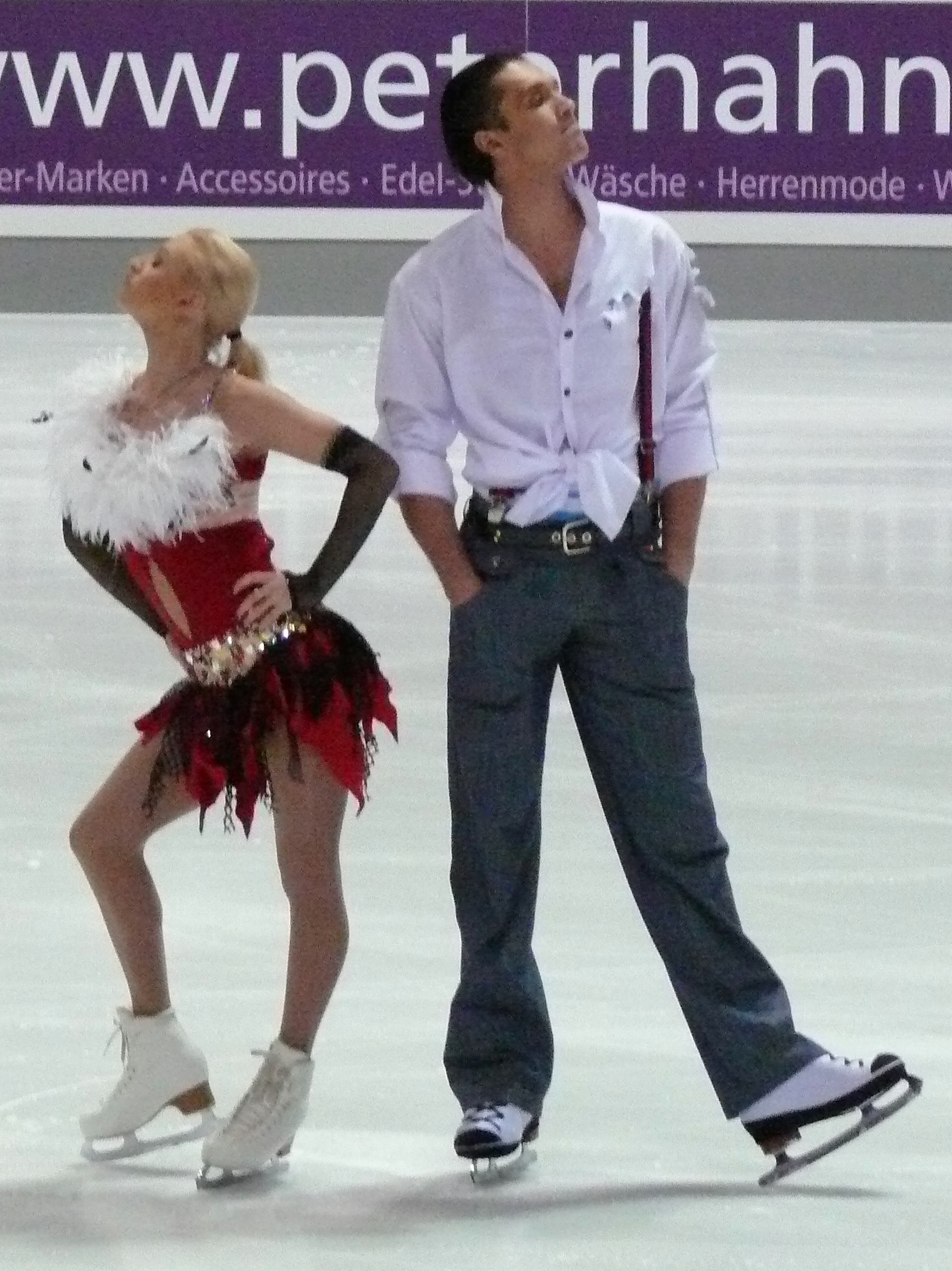
Мария Мухортова и Максим Траньков на турнире Nebelhorn Trophy в 2008 году

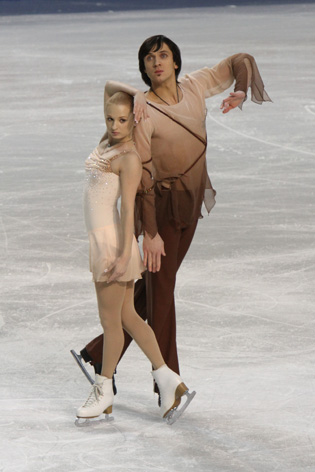
Мухортова и Траньков на чемпионате Европы 2010 года

В сезоне 2008/09 пара заняла третье место на турнире Skate America и стала второй на Trophee Eric Bompard, впервые в своей карьере отобравшись для участия в финале Гран-при. Там они заняли шестое, последнее место, плохо выступив в произвольной программе. Одной из причин неудачного выступления стало плохое самочувствие Транькова в связи с острым пищевым отравлением (на этом финале отравились несколько спортсменов и судей). Сразу после окончания соревнований Траньков был доставлен в больницу. Спустя две недели, на чемпионате России, будучи лидерами после исполнения короткой программы, в произвольной Траньков не выполнил оба прыжковых элемента. Позже, комментируя неудачное выступление, спортсмен и его тренер утверждали что причиной срыва был стресс, полученный при исполнении программы в Корее. В итоге пара вновь стала серебряными медалистами национального первенства. На чемпионате Европы после исполнения короткой программы были первыми, опережая Савченко и Шолковы почти на три балла, но в произвольной программе снова допустили ряд ошибок, заняли четвёртое место и в итоге стали только третьими. На чемпионате мира заняли пятое место.
В октябре 2009 года впервые в карьере выиграли этап «взрослой» серии Гран-при — «Trophee Eric Bompard». В финале Гран-при заняли 4-е место. Затем повторили свои прошлогодние результаты на чемпионатах России и Европы.
На Олимпийских играх 2010 в короткой программе Траньков упал при исполнении тройного тулупа, пара допустила ещё несколько помарок и оказалась на 8-м месте. В произвольной программе они были 5-ми, а в итоге смогли занять лишь 7-е место.
На послеолимпийском чемпионате мира дуэт допустил курьёзную ошибку — при исполнении выброса в произвольной программе упал партнёр. Они заняли 4-е место.
После чемпионата мира Траньков сообщил о распаде пары с Мухортовой и уходе от тренера Олега Васильева. Разрыв произошёл по инициативе Транькова. Среди причин, которые побудили Транькова принять такое решение, он выделил отсутствие взаимопонимания с партнёршей и предвзятое отношение тренера.

### Выступления с Татьяной Волосожар

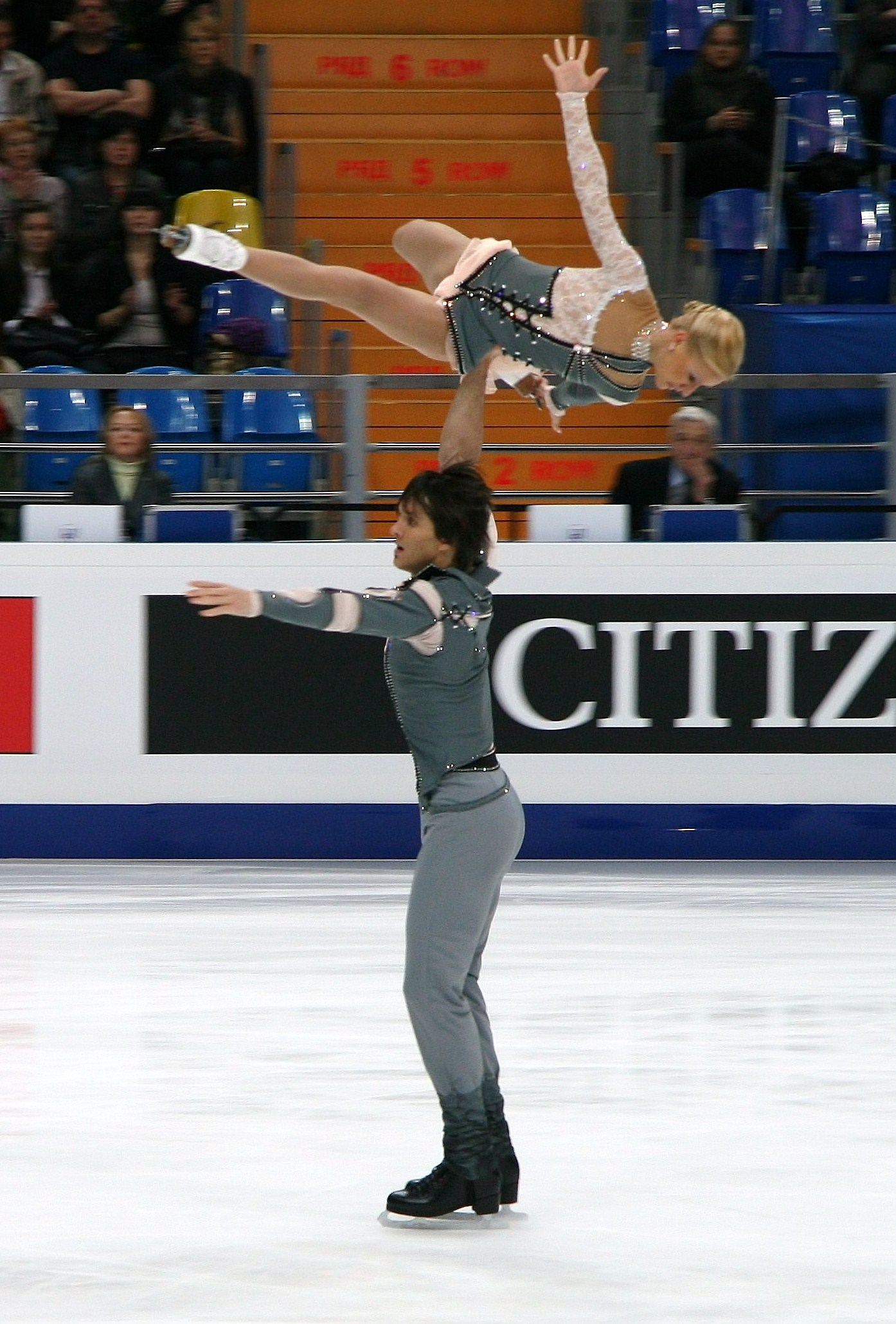
Татьяна Волосожар и Максим Траньков на чемпионате мира 2011

После завершения спортивной карьеры своего партнёра Станислава Морозова Татьяна Волосожар приняла предложение встать в пару с оставшимся без партнёрши Траньковым. Тренером дуэта стала Нина Мозер, помогать которой стал Станислав Морозов, а Николай Морозов, вернувшийся из США, помог в постановке новых программ.
И Волосожар, и Транькову пришлось переучивать технику исполнения многих элементов, подстраиваться друг под друга.
Официальный дебют пары на российских соревнованиях состоялся в октябре 2010 года на третьем этапе Кубка России в Перми, который они выиграли. В условиях серьёзной конкуренции пара выиграла чемпионат России 2011 года, лидируя в обеих программах.
По правилам Международного союза конькобежцев спортсмены, перешедшие в сборную другой страны, должны отбыть годичный «карантин». Так как у Волосожар последним стартом за Украину была Олимпиада-2010, то новая пара не могла выйти на международную арену до 16 февраля 2011 года, и они пропустили чемпионат Европы (24-30 января 2011 года).
Для участия в чемпионате мира 2011 года Волосожар и Транькову, как новой паре, нужно было набрать минимальный технический результат (17 баллов в короткой программе и 30 баллов — в произвольной). Для достижения этой цели пара приняла участие в турнире Mont Blanc Trophy в феврале 2011 года (проходил в Курмайоре, Италия), сразу же после окончания «карантина». Спортсмены набрали необходимую сумму баллов и стали безоговорочными лидерами турнира, выиграв оба вида программы.
Чемпионат мира 2011 поначалу должен был пройти в Токио. Волосожар и Траньков вылетели в Японию заранее, чтобы акклиматизироваться и провести несколько тренировок. Они прибыли в Токио за несколько часов до землетрясения 11 марта 2011 года. С фигуристами была потеряна связь. Фигуристы и тренеры некоторое время находились на сборе в Фукуоке довольно далеко от эпицентра землетрясения, но из-за возрастающей опасности и из-за неясной судьбы чемпионата было принято решение эвакуировать всю бригаду домой, в Россию..
В итоге чемпионат состоялся в Москве. Он стал первым крупным совместным международным стартом для Волосожар и Транькова, но они сразу же смогли подняться на пьедестал, заняв 2 место.

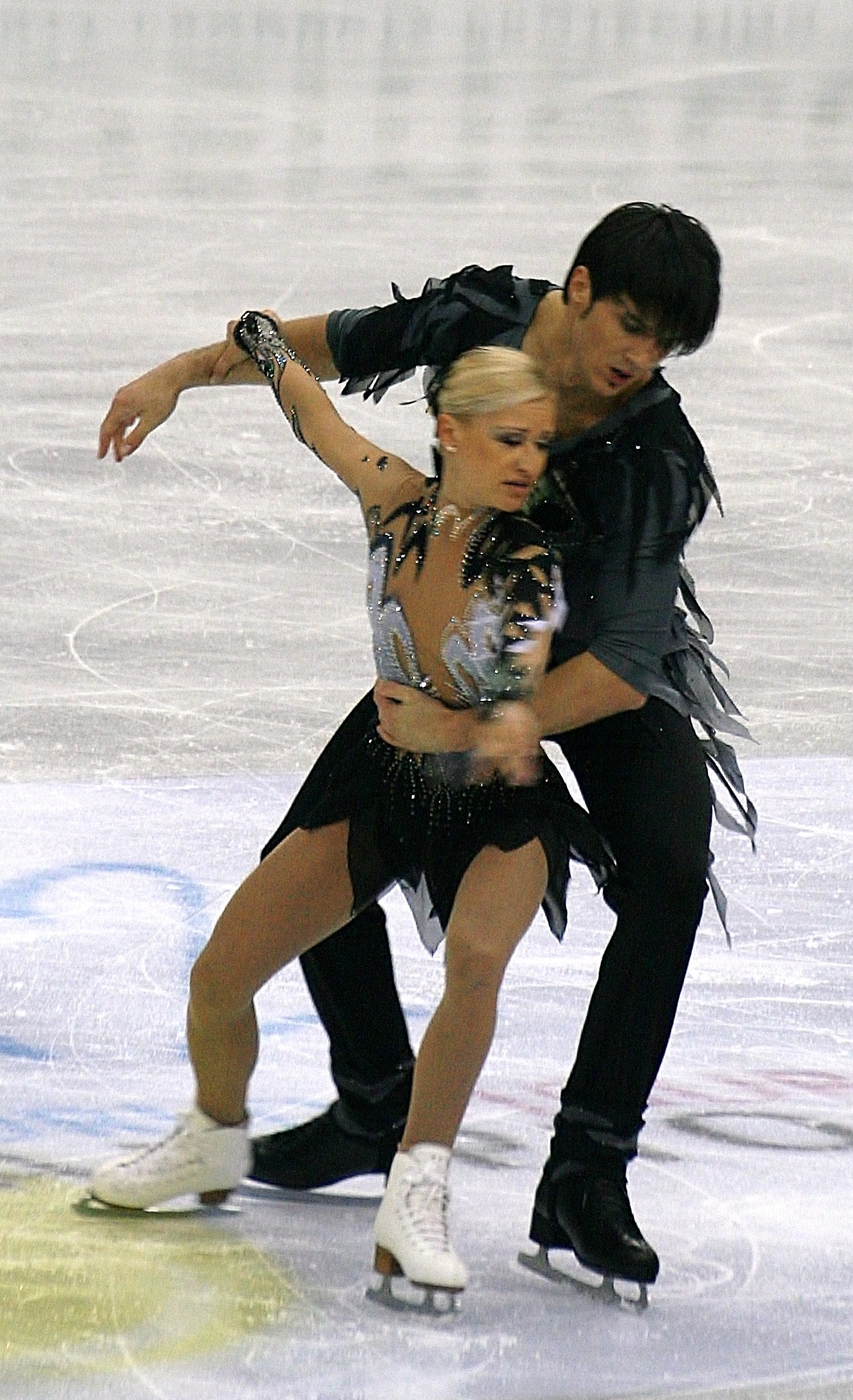

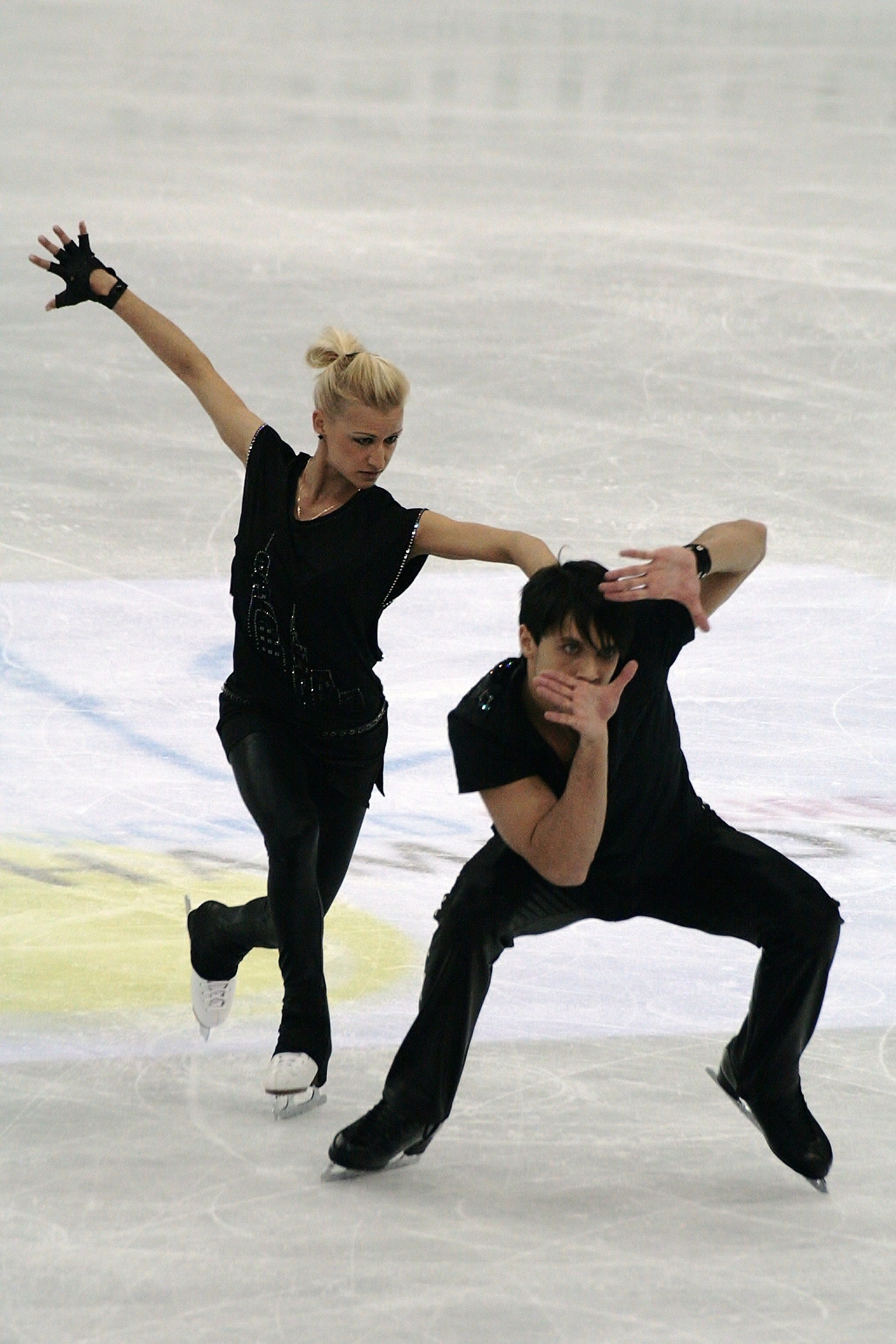

Сезон 2011/12 начался для пары непросто. Транькова преследовали травмы. Сначала, неудачно упав на тренировке во время летней подготовки к сезону, он получил травму плеча, а осенью у него обострилась травма паха. Тем не менее, пара смогла выиграть два международных турнира так называемой категории B (Nebelhorn Trophy 2011 и Мемориал Ондрея Непелы 2011) и оба своих этапа серии Гран-При (Skate Canada International 2011 и Trophée Eric Bompard 2011). Причем, когда в межсезонье распределялись этапы, у Волосожар и Транькова была возможность взять третий дополнительный этап, но они ограничились двумя, посчитав, что для попадания в финал этого будет достаточно. Несмотря на отсутствие оптимальной формы из-за постоянной борьбы с травмами пара без труда вышла в Финал Гран-При, занимая первое место в рейтинге после окончания всех этапов. В финале, лидируя после короткой программы, пара допустила несколько мелких ошибок в произвольной и в итоге заняла 2 место, в общей сумме уступив всего лишь 0,18 балла своим основным конкурентам Савченко — Шолковы. Как выяснилось, в финале Гран-При с травмой выступал не только Траньков, но и Волосожар (травма мышц бедра). Пара решила пропустить чемпионат России, чтобы успеть восстановиться к основным стартам сезона. При этом им было гарантировано место в составе сборной России, несмотря на пропуск национального чемпионата. Оба спортсмена проходили курс лечения в Нью-йоркской клинике, одной из немногих в мире, специализирующихся на лечении таких спортивных травм.

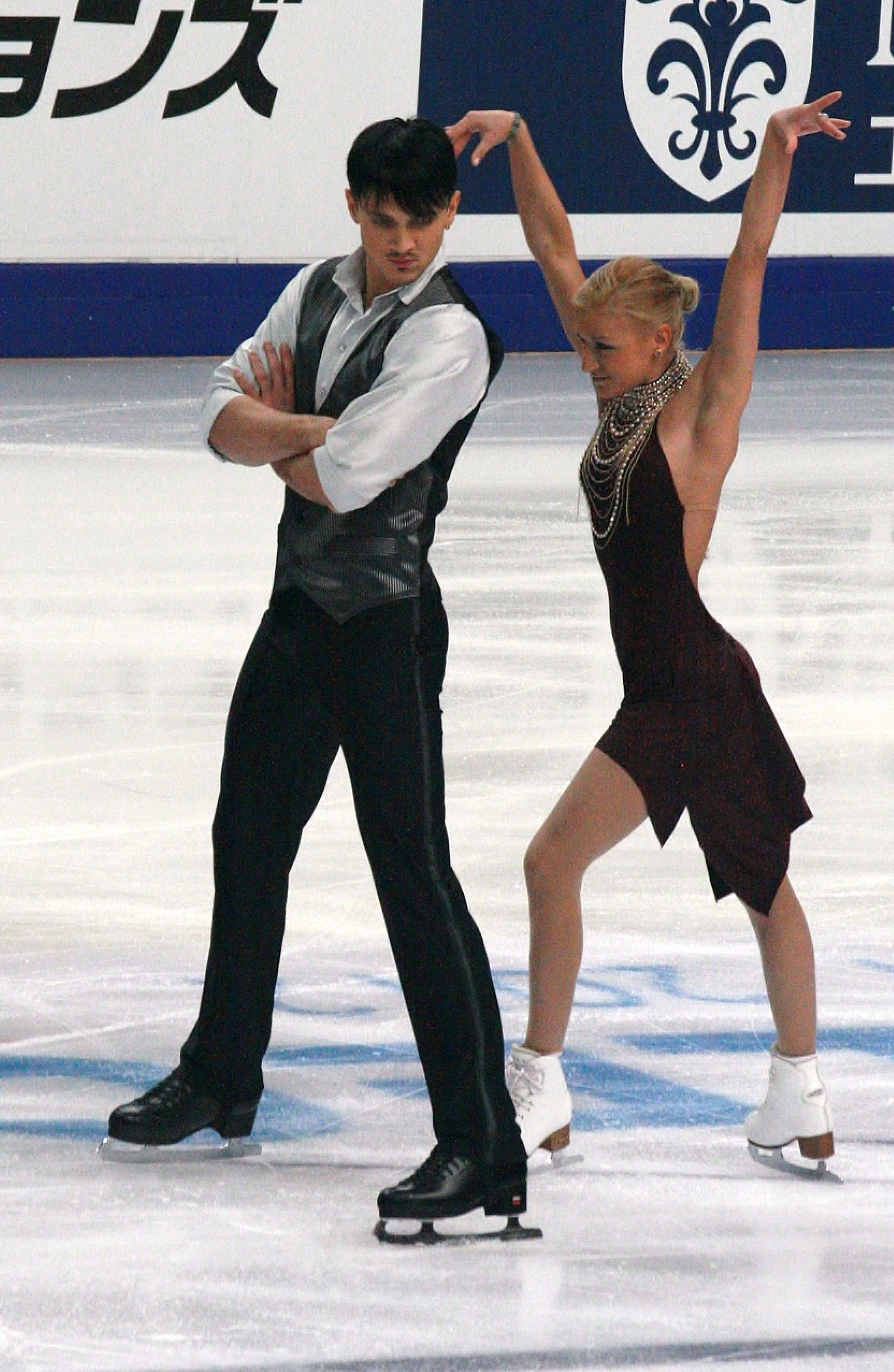

Лидируя в обеих программах, они уверенно выиграли свой первый совместный чемпионат Европы. По их словам, победа принесла бы им гораздо больше удовольствия, если бы с турнира из-за травмы партнёрши не снялись их основные конкуренты Савченко и Шолковы. Волосожар и Траньков сказали, что после снятия немецкой пары у них в какой-то мере пропала мотивация. К тому же, Волосожар ещё не до конца залечила травму. Из-за этих причин спортсмены не стремились показывать свой максимум на данном турнире..
Триумфальным стал для пары сезон 2012/13. Достигнуты высшее качество и сложность (включая два разных тройных прыжка), впервые судьи поставили высший 4-й уровень сложности абсолютно за все элементы, многие из которых оценены максимальной надбавкой за качество +3, а также практически максимальные оценки за компоненты 9-10 баллов, что позволило выиграть все 8 соревнований, в которых они участвовали. В пути на чемпионат Европы 2013 Траньков получил известие о смерти отца, однако нашёл в себе силы выиграть соревнования с большим преимуществом. На чемпионате мира 2013 года в канадском Лондоне с большим преимуществом в 20 баллов впервые стал чемпионом мира.
18 декабря 2013 года Федерация спортивных журналистов России наградила обоих «Серебряной ланью» как лучших спортсменов года.
В 2014 году на зимних Олимпийских играх Волосожар и Траньков стали чемпионами в командных соревнованиях; в частности, за короткую программу они набрали 83,79 балла (обойдя ближайших соперников почти на 10 баллов) и принесли сборной 10 очков.
11 февраля 2014 года пара уже в личных соревнованиях одержала победу в короткой программе, по сумме баллов побив свой же мировой рекорд на 0,19 балла. 12 февраля 2014 пара завоевала золотую олимпийскую медаль в личном зачете.
После этого спортсмены сделали перерыв в полтора года: Траньков лечился. Вновь пара появилась в Германии на турнире Небельхорн, где они стали победителями. Далее пара выступала на этапе Гран-при Trophée Bompard, однако, после коротких программ (где фигуристы лидировали), соревнования были отменены из соображений безопасности (в столице Франции произошла серия терактов). Со следующего этапа пара снялась из-за травмы Волосожар. На национальном чемпионате фигуристы уверенно завоевали золотые медали. В Братиславе на континентальном чемпионате пара уверенно завоевала золотые медали. В начале апреля в Бостоне на мировом чемпионате российская пара сумела занять лишь шестое место. В 2018 году пара объявила о завершении спортивной карьеры.

## Образование
В 2014 году Траньков получил высшее педагогическое образование в Московском государственном гуманитарном университете им. М. А. Шолохова.

## Карьера после спорта
После окончания спортивной карьеры стал участвовать в шоу Ильи Авербуха вместе с Татьяной Волосожар. Играет князя Вероны в постановке «Ромео и Джульетта» и Безумного Шляпника в шоу «Алиса в стране чудес».
В 2016 году в паре с певицей Юлианной Карауловой занял третье место в финале шоу Первого канала «Ледниковый период»
Комментатор на Первом канале и «Матч ТВ». Комментировал фигурное катание на Зимних Олимпийских играх 2018 в Пхёнчхане.
Вместе с Татьяной Волосожар написал автобиографию «Две стороны одной медали» (вышла в августе 2018 года в издательстве «Эксмо») о своем пути в спорте и трудностях, которые встречались на пути.
С 2018 года стал тренировать своих бывших соперников Евгению Тарасову и Владимира Морозова. Будучи их тренером, работал в связке с такими известными специалистами и консультантами, как Марина Зуева, Сергей Воронов, Павел Слюсаренко, Этери Тутберидзе, Сергей Дудаков, Даниил Глейхенгауз.
В 2022 году после зимних Олимпийских игр в Пекине, где Евгения Тарасова и Владимир Морозов взяли серебро в парном катании, получил звание Заслуженного тренера России.
В ноябре 2022 года стал участником шоу «Наследники и самозванцы» на телеканале ТВ3.
С 2023 года ведёт на Первом канале подкаст «Произвольная программа».

## Личная жизнь
18 августа 2015 года женился на своей партнёрше Татьяне Волосожар. В сентябре 2016 пара объявила, что ждёт ребёнка. 16 февраля 2017 года родилась дочь Анжелика. 27 мая 2021 года в их семье родился сын Теодор. 23 мая 2024 у Транькова и Татьяны Волосожар родился сын.

## Программы

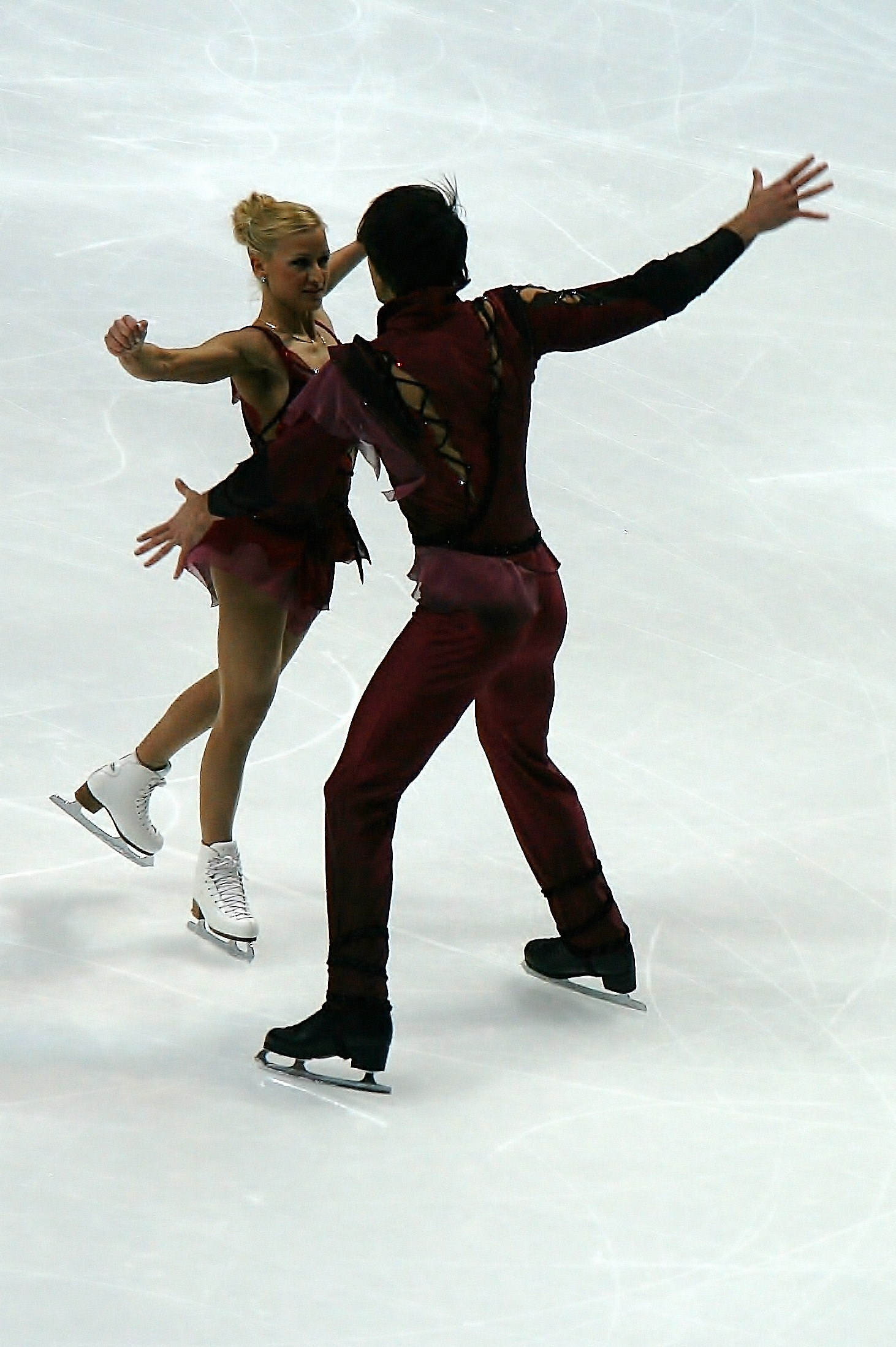
Татьяна Волосожар и Максим Траньков на чемпионате мира 2011

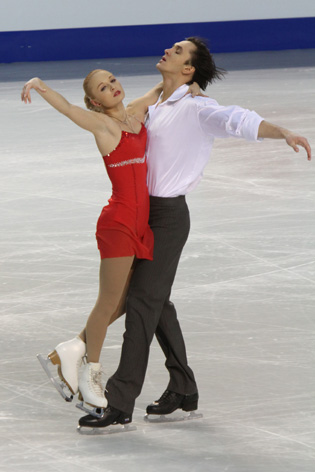
Максим Траньков и Мария Мухортова на чемпионате Европы 2010.

(с Т. Волосожар)
| Сезон     | Короткая программа | Произвольная программа | Показательные выступления |
| --------- | --- | --- | --- |
| 2013—2014 | Вальс из балета «Маскарад» Арам Хачатурян                                                                                  | «Иисус Христос — суперзвезда» Эндрю Ллойд Уэббер                                                                                   | «Skyfall» Адель «Somebody to die for» Hurts «Концерт № 2. Часть 2» Рахманинов «Опять метель» из саундтрека к фильму «Ирония судьбы. Продолжение» Алла Пугачёва & Кристина Орбакайте (хореограф Александр Жулин) |
| 2012—2013 | «Тема любви» из саундтрека к фильму «Крёстный отец» Нино Рота (джазовая версия) (хореографы Николай Морозов, Эллен Миллер) | «Violin Muse»: Партита № 2 для скрипки соло Иоганн Себастьян Бах Чакона Томазо Витали исп. Икуко Каваи (хореограф Николай Морозов) | «Опять метель» из саундтрека к фильму «Ирония судьбы. Продолжение» Алла Пугачёва & Кристина Орбакайте (хореограф Александр Жулин) |
| 2011—2012 | «Bring Me to Life» Evanescence аранжировка Алекса Голдштейна (хореограф Джермейн Браун)                                    | Саундтрек к фильму «Чёрный лебедь» Клинт Мэнселл, Пётр Чайковский (хореограф Николай Морозов)                                      | «Bring Me to Life» Evanescence«I Will Always Love You» Уитни Хьюстон«Yeah Right» Дион Бромфилд «Aimer» из мюзикла «Ромео и Джульетта» |
| 2010—2011 | «Carmina Burana» Карл Орф (хореограф Игорь Чиняев)                                                                         | «Ромео и Джульетта» Сергей Прокофьев (хореограф Николай Морозов)                                                                   | «Этюд As-dur опус 25 № 1» Шопен (хореограф Николай Морозов) Саундтрек к видеоигре «Super Mario Bros.» (хореограф Николай Морозов) «L’Amore Sei Tu» Кэтрин Дженкинс (хореограф Николай Морозов) Саундтрек «Опять метель» к фильму «Ирония судьбы. Продолжение» Алла Пугачёва & Кристина Орбакайте (хореограф Александр Жулин)"One Man’s Dream" Yanni (хореограф Александр Жулин) |

(с М. Мухортовой)
| Сезон     | Короткая программа                                                        | Произвольная программа                         | Показательные выступления                                             |
| --------- | ------------------------------------------------------------------------- | ---------------------------------------------- | --------------------------------------------------------------------- |
| 2009—2010 | «Appassionata» Secret Garden                                              | Саундтрек к фильму «История Любви» Франсис Лэй | «Une Vie d’Amour» Мирей Матье и Шарль Азнавур                         |
| 2008—2009 | «Nobody Home» Pink Floyd в исполнении Лондонского симфонического оркестра | «Барышня и хулиган» Дмитрий Шостакович         | «Соглашайся хотя бы на рай в шалаше…» Диана Арбенина и Евгений Дятлов |
| 2007—2008 | «Otonal» Рауль ди Бласио                                                  | Прелюдия в Си минор Сергей Рахманинов          | «Adagio» Secret Garden                                                |
| 2006—2007 | Музыка из кинофильмов Альфред Шнитке                                      | «Элегия» Сергей Рахманинов                     | «Сказка странствий» Альфред Шнитке                                    |
| 2005—2006 | Baxter                                                                    | Рапсодия на тему Паганини Сергей Рахманинов    | «Дождик осенний» из фильма «Турецкий гамбит» Ольга Красько            |
| 2004—2005 | Quidam из Cirque du Soleil Рене Дюпере                                    | «El dia que me quieras» Рауль ди Бласио        | «Дождик осенний» из фильма «Турецкий гамбит» Ольга Красько            |
| 2003—2004 | Саундтрек к фильму «Мелодии белой ночи» Исаак Шварц                       | «The Day when Loving You» Рауль ди Бласио      | Safri Duo                                                             |

## Спортивные достижения
(с Т. Волосожар)
| Соревнования/Сезон                                   | 2010—2011 | 2011—2012 | 2012—2013 | 2013—2014 | 2015—2016 |
| ---------------------------------------------------- | --------- | --------- | --------- | --------- | --------- |
| Зимние Олимпийские игры. Индивидуальные соревнования |           |           |           | 1         |           |
| Зимние Олимпийские игры. Командные соревнования      |           |           |           | 1         |           |
| Чемпионаты мира. Индивидуальные соревнования         | 2         | 2         | 1         |           | 6         |
| Чемпионаты мира. Командные соревнования              |           |           | 4/1       |           |           |
| Чемпионаты Европы                                    |           | 1         | 1         | 1         | 1         |
| Чемпионаты России                                    | 1         |           | 1         |           | 1         |
| Финалы Гран-при                                      |           | 2         | 1         | 2         |           |
| Этапы Гран-при: Skate America                        |           |           | 1         | 1         |           |
| Этапы Гран-при: Skate Canada                         |           | 1         |           |           |           |
| Этапы Гран-при: Cup of Russia                        |           |           | 1         |           |           |
| Этапы Гран-при: NHK Trophy                           |           |           |           | 1         |           |
| Этапы Гран-при: Trophee Eric Bompard                 |           | 1         |           |           | С         |
| Мемориал Ондрея Непелы                               |           | 1         |           |           |           |
| Nebelhorn Trophy                                     |           | 1         | 1         | 1         | 1         |
| Mont Blanc Trophy                                    | 1         |           |           |           |           |

- С — соревнование не было завершено.

(с М. Мухортовой)
| Соревнования/Сезон                   | 2003—2004 | 2004—2005 | 2005—2006 | 2006—2007 | 2007—2008 | 2008—2009 | 2009—2010 |
| ------------------------------------ | --------- | --------- | --------- | --------- | --------- | --------- | --------- |
| Зимние Олимпийские игры              |           |           |           |           |           |           | 7         |
| Чемпионаты мира                      |           |           | 12        | 11        | 7         | 5         | 4         |
| Чемпионаты Европы                    |           |           |           |           | 2         | 3         | 3         |
| Чемпионаты мира среди юниоров        | 3         | 1         |           |           |           |           |           |
| Чемпионаты России                    | 1J.       |           | 3         | 1         | 2         | 2         | 2         |
| Финалы Гран-при                      |           |           |           |           |           | 6         | 4         |
| Этапы Гран-при: Trophee Eric Bompard |           |           |           |           | 3         | 2         | 1         |
| Этапы Гран-при: Cup of Russia        |           | 6         | 4         | 7         | 4         |           |           |
| Этапы Гран-при: Skate America        |           |           |           | 5         |           | 3         |           |
| Этапы Гран-при: Skate Canada         |           |           | 7         |           |           |           | 2         |
| Finlandia Trophy                     |           |           |           |           | 1         |           |           |
| Nebelhorn Trophy                     |           |           |           |           |           | 2         |           |

- J = Юниорский уровень

## Тренерская деятельность
В 2018 году участвовал в качестве наставника в шоу на Первом канале «Ледниковый период. Дети». Его танцевальная пара Василиса Кагановская и Илья Владимиров завоевала золото, а одиночник Максим Белявский — серебро.
Летом 2018 года стал тренером спортивной пары по фигурному катанию Евгении Тарасовой и Владимира Морозова.. С лета 2023 года стал одним из тренеров спортивной пары Александра Бойкова — Дмитрий Козловский.

## Награды и звания
- Орден «За заслуги перед Отечеством» IV степени (24 февраля 2014 года) — за большой вклад в развитие физической культуры и спорта, высокие спортивные достижения на XXII Олимпийских зимних играх 2014 года в городе Сочи[43][44].
- Заслуженный мастер спорта России (2011).
- Медаль «100 лет образования Татарской Автономной Советской Социалистической Республики» (2022) — за большой вклад в достижение спортсменами высоких результатов на XXIV Олимпийских зимних играх 2022 года в городе Пекине (КНР)[45].